# Darnózseli
Darnózseli é um município da Hungria, situado no condado de Győr-Moson-Sopron. Tem 19,61 km² de área e sua população em 2015 foi estimada em 1.524 habitantes.